# ミオスタチン

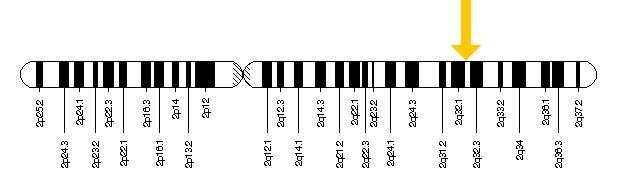
ヒトでは、MSTN遺伝子は2番染色体の長腕（q腕）32.2に位置している。

ミオスタチンまたはマイオスタチン（英: myostatin）、もしくはGDF8（growth differentiation factor 8）は、ヒトではMSTN遺伝子によってコードされているタンパク質である。ミオスタチンは筋細胞によって産生・放出されるマイオカインの1つであり、筋細胞に作用して筋成長を阻害する作用を示す。ミオスタチンはTGF-βスーパーファミリーに属する成長分化因子（GDF）の1つであり、骨格筋内において産生と組み立てが行われ、その後血中へ放出される。現在得られているミオスタチンの効果に関するデータの大部分はマウスで行われた研究に基づくものである。
ミオスタチンを欠損した、もしくはミオスタチンの作用を遮断する物質による処理がなされた動物では、筋肉量が有意に増加する。ミオスタチン遺伝子の双方のコピーに変異を有する個体は、正常個体よりも筋肉量が有意に多く、強力である。ミオスタチンに関する研究は、筋ジストロフィーなど筋力低下が引き起こされる疾患の治療への応用の可能性が期待されている。

## 発見と配列決定
ミオスタチンをコードする遺伝子は1997年に遺伝学者 Se-Jin LeeとAlexandra McPherronによって発見された。作製されたノックアウトマウスは筋肉が通常のマウスのおよそ2倍となった。
ウシ、ヒツジ、ウィペット、そしてヒトでも、自然発生によるミオスタチン欠損が確認されている。いずれのケースでも、筋肉量の劇的な増大が引き起こされている。

## 構造と作用機序
ヒトのミオスタチンは2つの同一なサブユニットから構成され、各サブユニットは109アミノ酸長である。遺伝子にコードされているのは375アミノ酸長のプレプロタンパク質であり、タンパク質分解によるプロセシングによって短い活性型タンパク質となる。成熟型二量体分子の大きさは25.0 kDaである。ミオスタチンはプロテアーゼによって分子のN末端領域（プロドメイン）が切断されるまでは不活性状態であり、切断によって生じたC末端領域が活性型二量体を形成する。ミオスタチンはアクチビンII型受容体に結合し、コレセプターであるALK3またはALK4のいずれかのリクルートを引き起こす。このコレセプターは、SMADファミリーの転写因子（SMAD2やSMAD3）の活性化など、筋肉内でシグナル伝達カスケードを開始する。これらの転写因子はミオスタチン特異的な遺伝子調節を誘導する。ミオスタチンが筋芽細胞に対して投与された場合には増殖は阻害され、分化の開始または静止状態の刺激のいずれかが行われる。
成熟した筋肉では、ミオスタチンはAktを阻害する。Aktは筋肥大を引き起こすために十分なプロテインキナーゼである。その作用の一部はタンパク質合成の活性化によるものであり、また筋タンパク質の分解を調節するユビキチンリガーゼの産生を刺激する。一方で、ミオスタチン阻害によって観察される筋肥大効果の全てをAktが担っているわけではない。

## 生物学的利点
哺乳類や鳥類の多くの種がミオスタチンを産生していることから、ミオスタチンの産生は進化的に正の選択を受けてきたことが示唆される。

## 動物における影響

### 変異
ミオスタチンの変異は、その個体が形成可能な筋肉量に影響を及ぼすだけではなく、さまざまな種で他の表現型にも多様な影響を及ぼす。一例として、ミオスタチンの産生を阻害する変異を有するベルジアンブルー種のウシは筋肉量の劇的な増大を示すだけでなく、難産も引き起こされる。ヒトやウィペットなど他の種では、ミオスタチン欠損変異によって難産となることはない。

### ダブルマッスル

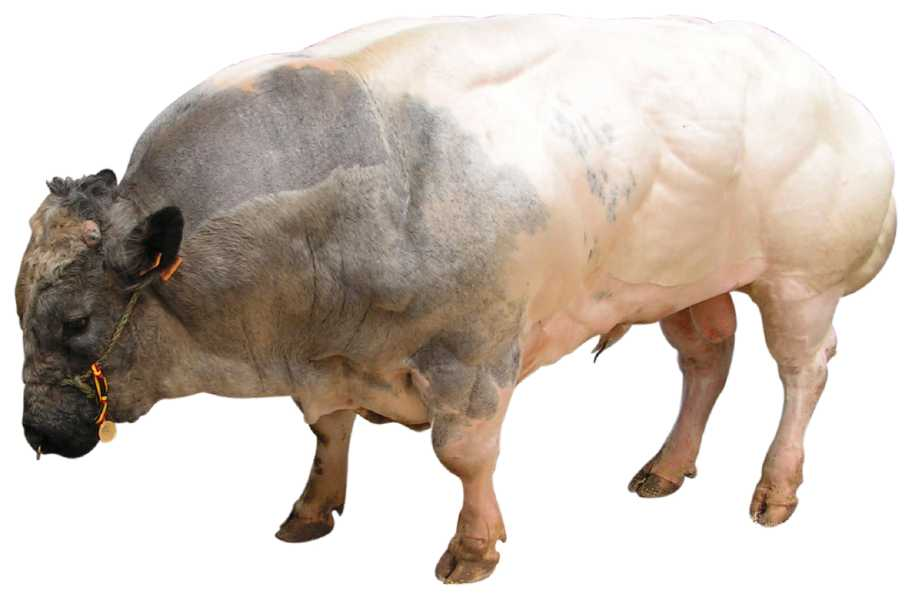
ベルジアンブルー種のウシ

1997年にミオスタチンをコードする遺伝子が発見された後、いくつかの研究室によってベルジアンブルー種やピエモンテ種のウシのミオスタチン遺伝子のクローニングとヌクレオチド配列の決定が行われた。その結果、ミオスタチン遺伝子には変異が生じており（各品種によって変異の種類はさまざまである）、それぞれ何らかの方法で機能的なミオスタチンの欠損が引き起こされていることが明らかにされた。ミオスタチン遺伝子を損傷したマウスとは異なり、これらの品種では筋細胞は肥大よりも増殖が引き起こされていた。これらの品種は「ダブルマッスル」と呼ばれるが、筋肉の増加量は全体で40%未満である。
ミオスタチンを欠損した動物や、フォリスタチンのようなミオスタチンの受容体結合を遮断する物質で処理された動物は、筋肉が大幅に増大する。そのため、畜産業においてミオスタチンの減少は利益につながる可能性があり、実際にミオスタチン濃度が20%低下するだけで筋肉の発達に大きな影響が生じる。
しかしながらミオスタチン欠損変異をホモ接合型で有する品種では、仔がきわめて重く大きくなるために繁殖に問題が生じ、優れた収量を達成するためには特別なケアやより高価な飼料を必要とする。こうした面が経済性に負の影響を及ぼすため、通常はミオスタチン欠損品種に明白な利点はない。こうした肥大した肉（ピエモンテ牛など）は口当たりの良さと柔らかさため専門的市場においては一定の地位を占めているが、少なくとも純血のミオスタチン欠損品種はそのコストや（特にウシの場合）獣医による管理の必要性のため一般市場向けには不利である。

### ウィペット

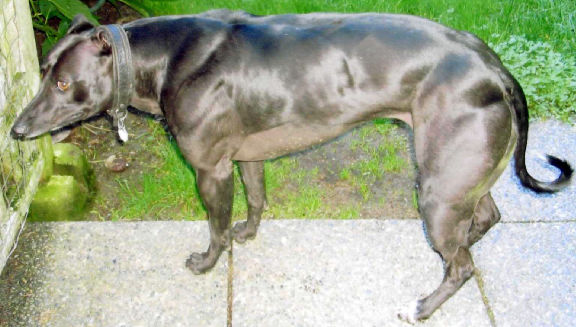
ミオスタチン遺伝子にホモ接合型変異を有する"bully whippet"

ウィペットはミオスタチン遺伝子に2塩基対の欠失を伴う変異を有する場合があり、その結果として切り詰められた、不活性なミオスタチンタンパク質が産生されるようになると考えられている。
ホモ接合型欠失個体は幅広い頭部、顕著な上顎前突、短い脚、太い尾を有する異常な体形となり、ブリーダーコミュニティでは"bully whippet"と呼ばれている。他のウィペットと比較してかなり筋肉質であるが、走る能力は低い。一方で、変異をヘテロ接合型で有するウィペットはトップレベルのレースイベントにおいて有意に大きな割合を占めている。2015年には実験動物として最も広く用いられているビーグルに対し、CRISPR/Cas9を用いて"bully whippet"と同じホモ接合型欠失を導入する研究が行われている。

### マウス
正常なマウスと比較して、ミオスタチンを大量に産生するマウスは骨格筋や体脂肪の喪失が有意に大きい。ミオスタチンの産生レベルが低下したマウスは、筋肉量は多く、脂肪組織は少なく、野生型マウスの2倍のサイズとなる。

### ヤギ・ウサギ
2016年にはCRISPR/Cas9を用いて、機能的なミオスタチン遺伝子を持たないウサギやヤギが作製されている。どちらのケースも、作製された動物はかなり筋肉質となった。さらにミオスタチンを持たないウサギでは、舌の肥大、死産率の上昇、寿命の短縮も観察された。

### ブタ
ウシと同様、より安価な肉を市場に提供すること目的として「ダブルマッスル」ブタの開発が行われているが、サイズの大きさを原因とする出産時の問題など、他の哺乳類と同様の健康問題が生じることが観察されている。

### 魚類
ミオスタチンを不活化したマダイは天然物の平均的サイズと比較して可食部が1.2倍となり、日本で食品として販売されている。

## 臨床的意義

### 変異
ミオスタチンの変異を検出する手法が開発されている。機能的なミオスタチンの産生が低下する変異は、筋組織の過成長をもたらす。ミオスタチン関連筋肥大は常染色体不完全顕性型の遺伝パターンを示す。各細胞のMSTN遺伝子の双方のコピーに変異を有する人（ホモ接合型）は、筋肉の量や強度が大幅に増大する。一方のコピーにのみ変異を有する人（ヘテロ接合型）でも、程度は小さいものの筋肉量が増加する。

### ヒト
2004年、ドイツ人の少年がミオスタチン遺伝子の双方のコピーに変異を有するとの診断を受けた。彼は同年代の子よりも力強く、彼の母親は遺伝子の1コピーに変異を有していた。
2005年に生まれたアメリカ人の少年も臨床的に類似した症状の診断を受けたが、その原因はいくぶん異なっていた。彼の体では機能的なミオスタチンは正常レベルで産生されていたが、彼が同年代の子よりも力強く筋肉質であるのはミオスタチンの受容体の欠陥のため筋細胞がミオスタチンに正常に応答することができないことが原因となっていると考えられた。

### 治療薬開発の可能性
ミオスタチンやその遺伝子に関する研究は、筋ジストロフィーに対する治療法につながる可能性がある。
ミオスタチン特異的なモノクローナル抗体の導入によって筋肉量が増大することがマウスやサルで示されている。また、正常なマウスを可溶性アクチビンII型受容体で2週間処理することで、筋肉量は最大60%増加する。アクチビンII型受容体は通常は細胞膜上でミオスタチンを結合する分子であるが、可溶性受容体がミオスタチンを結合することで膜受容体との相互作用が妨げられると考えられている。2020年には、国際宇宙ステーションへ送られたマウスを用いた実験によって、アクチビンII型受容体ACVR2Bのデコイ受容体を注入することで微小重力環境下での筋肉量の低下が抑制されることが示された。また、早老症マウスに対する加齢徴候出現前の可溶性アクチビンII型受容体処理は筋肉喪失からの保護効果をもたらし、他の器官でも加齢と関連した徴候の出現が遅れるようである。またマウスでは、コレステロールコンジュゲートsiRNAによる遺伝子ノックダウンによって、一時的なミオスタチン濃度の低下が可能であることが示されている。
一方、ミオスタチン阻害による筋幹細胞の枯渇がその後の疾患の悪化をもたらす可能性もあるため、筋ジストロフィーに対するミオスタチン阻害薬による長期的処理が有益であるかは未だ明らかではない。2012年時点では、ミオスタチンを阻害する医薬品は市販されていない。ミオスタチンを中和する抗体であるスタムルマブの開発がワイス社によって行われていたものの、現在は中止されている。

### 競技目的での使用
ミオスタチンの阻害は筋肥大をもたらすため、ミオスタチン阻害薬はアスリートのパフォーマンスを高める可能性があり、こうした薬剤がスポーツで乱用される懸念がある。一方マウスでの研究では、ミオスタチン阻害は個々の筋線維の強度を直接的に高めるわけではないことが示唆されている。ミオスタチン阻害薬は世界アンチ・ドーピング機構（WADA）によって明示的に禁止されている。アスリートの中はミオスタチン阻害薬を入手しようとして、インターネットで販売されている偽物の薬に手を出す者もある。

### ライフスタイルの影響
身体活動レベルの高い人ではミオスタチンの発現は低下している一方、血漿中のミオスタチン濃度の高さは肥満と関連している。筋力トレーニングとクレアチン補充によって、ミオスタチン濃度は大きく低下する。

## 影響

### 骨形成
ミオスタチンは筋成長を阻害する作用を有するため、骨への負荷が低下することで間接的に骨形成が阻害される場合がある。また、骨形成と分解過程に対して直接的なシグナル伝達効果も有する。
関節リウマチのモデルマウスでは、ミオスタチンのノックダウンによって破骨細胞の形成が低下することが示されている。関節リウマチは自己免疫疾患であり、中でも影響を受けた関節では骨組織の分解が引き起こされる。マクロファージから成熟破骨細胞を形成するにはミオスタチン単独では不十分であり、エンハンサーとして作用するのみである。
骨折部位の周辺ではミオスタチンの発現が上昇している。骨折部位でのミオスタチンの抑制によって仮骨や全体的な骨体積の増大が引き起こされ、ここからもミオスタチンの骨形成に対する阻害作用が支持される。また、ミオスタチンの欠乏は骨折部位周辺での炎症の顕著な低減をもたらすことが明らかにされている。ミオスタチンは破骨細胞系マクロファージ上の受容体に結合してシグナル伝達カスケードを引き起こすことで、破骨細胞形成に影響を及ぼす。下流のシグナル伝達カスケードはRANKL依存的に、αVβ3インテグリン、DCSTAMP、カルシトニン受容体、NFATC1の発現を高める。
骨組織の分解によって特徴づけられる骨粗鬆症と、加齢と関係した筋肉の量や質の低下によって特徴づけられるサルコペニアとの関連も発見されている。しかしながら直接的な調節によって両疾患が引き起こされているのか、筋量の低下を介した二次的な影響であるのかは明らかではない。
マウスでは、出生前環境のミオスタチン濃度が仔の骨の強度と関連しており、骨形成不全症の影響に部分的に対抗することが明らかにされている。骨形成不全症は、異常なI型コラーゲンの産生が引き起こされる変異を原因とする疾患である。異常なI型コラーゲンを産生するマウスとミオスタチンノックアウトマウスを掛け合わせたマウスでは、骨形成不全症の他のマウスと比較して大腿骨のねじり強度が15%、引張強度が29%、破壊エネルギーが24%増大し、ミオスタチンの減少が骨強度や骨形成に正の影響を及ぼすことが示されている。

### 心臓
ミオスタチンは心筋細胞においてもごく低レベルで発現している。ミオスタチンの存在はマウスの胎児と成体の双方の心筋細胞で記載されているが、その生理学的機能は未解明である。しかしながら、胎児心臓ミオスタチンは心臓の初期発生に関与している可能性が示唆されている。
前駆体タンパク質であるプロミオスタチンとして産生されたミオスタチンは、LTBP3によって不活性状態に維持されている。病理的な心臓ストレスはフーリンによるN末端の切断を促進し、生物学的活性を有するC末端断片が形成される。その後、成熟ミオスタチンはBMP1、TLL1による切断を介して不活性な潜在型複合体から遊離する。遊離ミオスタチンはその受容体であるActIIRBに結合できるようになり、SMAD2/3のリン酸化が高まる。SMAD2/3はSMAD4とヘテロ複合体を形成し、核へ移行して転写因子活性を調節する。
ミオスタチンは細胞周期の進行を操作することで心筋細胞の増殖と分化を阻害している可能性がある。この議論は、増殖中の胎児心筋細胞ではミオスタチンのmRNAはほとんど発現していないことから支持される。In vitroでの研究では、ミオスタチンはSMAD2のリン酸化を促進し、心筋細胞の増殖を阻害することが示されている。さらに、ミオスタチンはCDK2濃度の低下、p21濃度の上昇によって、G1期からS期への移行を直接的に阻害していることが示されている。
ミオスタチンによるプロテインキナーゼp38やAktの阻害によっても、心筋細胞の成長は妨げられている可能性がある。しかしながら、ミオスタチン活性の増大は圧負荷モデルなど特定の刺激に応答した形でのみ生じる。このケースでは心ミオスタチンによって全身の筋萎縮が誘導される。
生理的条件下では、心筋から血清中へ分泌されるミオスタチンは最小限であり、筋成長に及ぼす影響は限定的である。しかしながら、心ミオスタチンの増大による血清ミオスタチン濃度の上昇は、骨格筋の萎縮の原因となる場合がある。心臓ストレスが高まり心不全が促進される病理的状態では、心臓でミオスタチンのmRNAとタンパク質の双方の濃度の上昇が誘導される。虚血性心筋症や拡張型心筋症においては、左心室においてミオスタチンmRNA濃度の上昇が検出される。
ミオスタチンはTGF-βスーパーファミリーの一員であるため、梗塞後の回復に関与している可能性がある。心肥大時には筋細胞がこれ以上成長しないように制限するためのネガティブフィードバック機構として、ミオスタチンの増加が誘導されると考えられている。この過程には、MAPKとミオスタチン遺伝子のプロモーター領域へのMEF2転写因子の結合が関わっている。慢性心不全時のミオスタチン濃度の上昇は心臓悪液質を引き起こすことが示されている。また心不全既往の実験モデルでは、JA-16抗体による心ミオスタチンの全身阻害によって全筋重量が維持されることが示されている。
ミオスタチンは心臓内での興奮収縮連関にも変化を及ぼす。心ミオスタチンの減少は遠心性肥大を誘導し、筋小胞体からのCa2+の放出を高めることでβアドレナリン受容体刺激に対する感受性を高める。また、ミオスタチンノックアウトマウスではホスホランバンのリン酸化が増大し、収縮期の細胞質基質へのCa2+の放出の増大がもたらされる。そのため、心ミオスタチンの減少によって心拍出量が改善する可能性がある。